# Juni

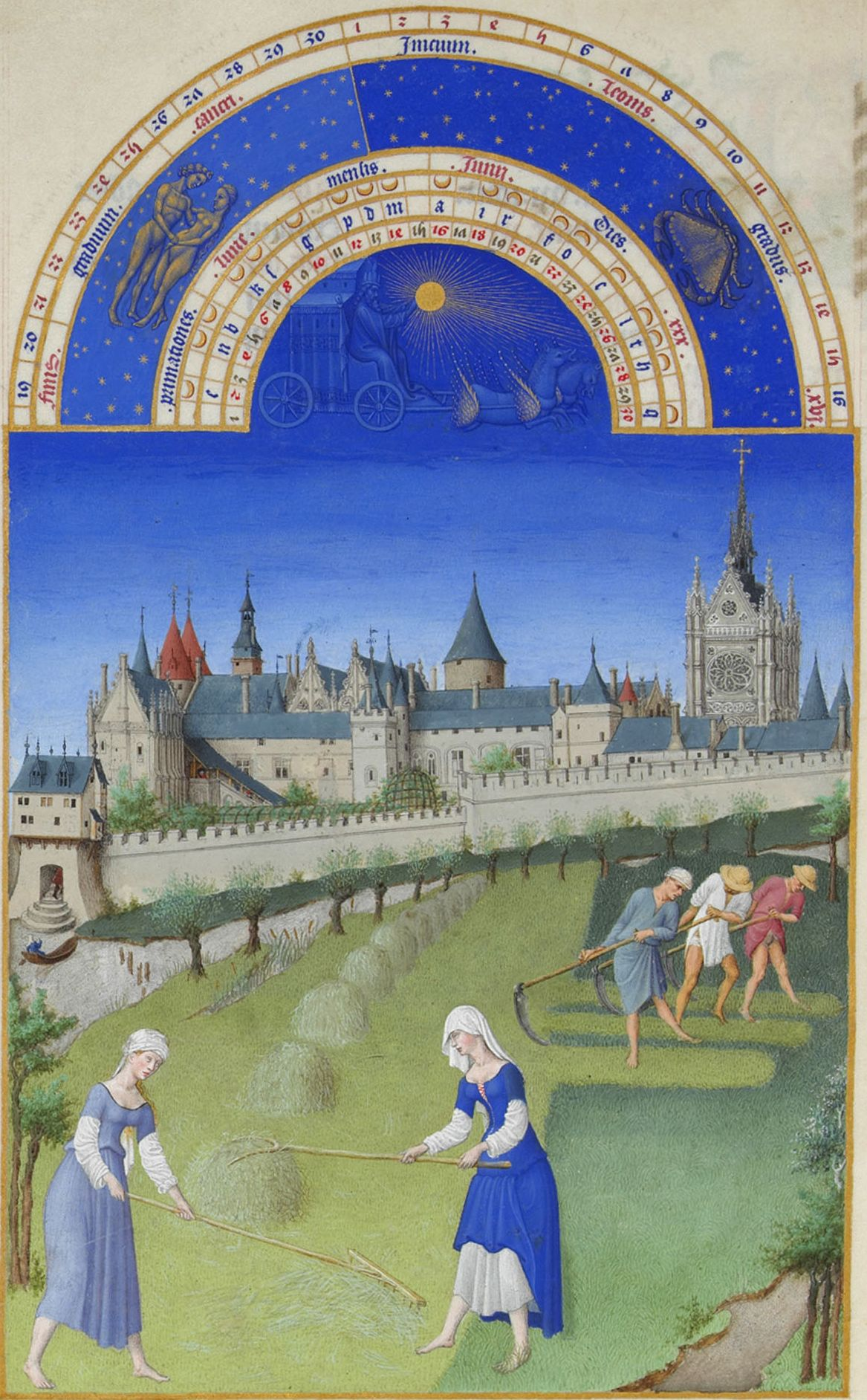
Afbeelding bij de maand juni in Les Très Riches Heures du duc de Berry (± 1410)

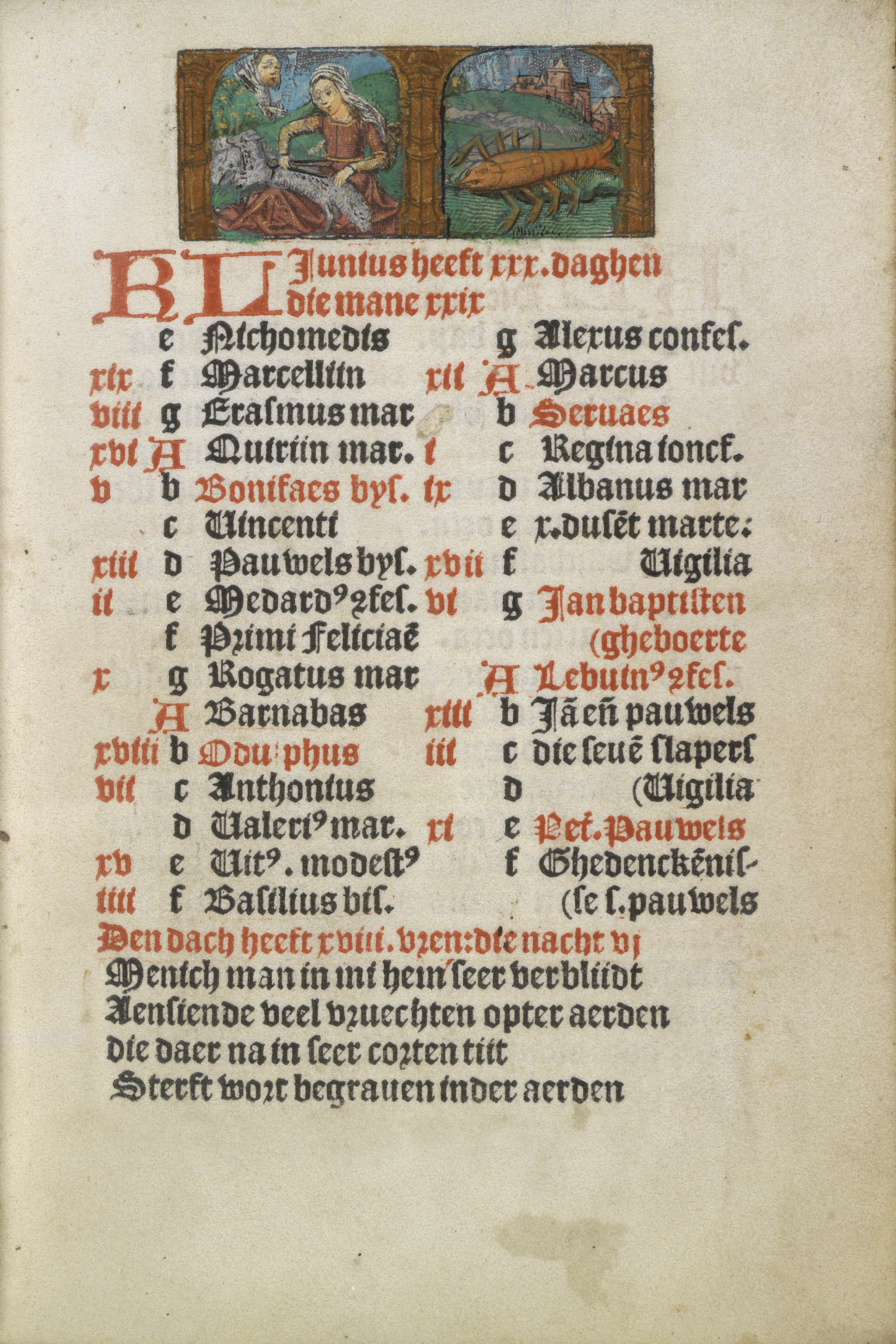
Juni in Getijdenboek Wolfgang Hopyl

Juni (ook wel: zomermaand of rozenmaand) is de zesde maand van het jaar in de gregoriaanse kalender. De maand heeft 30 dagen. Er zijn geen andere maanden in eenzelfde jaar die op dezelfde dag van de week beginnen als juni.
De zonnewende (21 of 22 Juni) is op het noordelijk halfrond de langste dag en de kortste nacht.

## Gebeurtenissen
- ± 21 juni - zomerzonnewende (langste dag) op het noordelijk halfrond, winterzonnewende (kortste dag) op het zuidelijk halfrond (zie ook dagduur).  In Zweden, Noorwegen, Denemarken, Finland en IJsland wordt op 21 juni het midzomerfeest gevierd, dezelfde dag waarop ook World Music Day of het Fête de la musique wordt georganiseerd.
- 24 juni - Sint-Jan (geboorte van Johannes de Doper)
- De derde vrijdag na Pinksteren valt meestal in juni. Op die dag wordt het hoogfeest van het Heilig Hart van Jezus gevierd. Juni wordt daarom ook wel de maand van het Heilig Hart genoemd.
- Vaderdag is een feestdag ter ere van vaders, waarbij het vaderschap en het belang van vaders voor de opvoeding en verzorging van hun kinderen wordt gevierd. Tevens wordt hij op deze dag vrijgesteld van huishoudelijke taken. In Nederland wordt Vaderdag gevierd op de derde zondag in juni. In België viert men het op de tweede zondag van juni.

## Meteorologie
Op het noordelijk halfrond is juni de eerste maand van de meteorologische zomer. De astronomische zomer begint rond 21 juni, dus behoort het grootste deel van de maand astronomisch gezien nog tot de lente. De gemiddelde temperatuur ligt in juni doorgaans iets lager dan in de twee erop volgende zomermaanden, juli en augustus. De gemiddelde dagduur is in juni het langst van alle maanden.
Een koude periode in juni wordt Schaapscheerderskou genoemd.
Op het zuidelijk halfrond is juni de eerste maand van de meteorologische winter. De astronomische winter begint daar als op het noordelijk halfrond de zomer begint.

### Weerspreuken
- In de Lage Landen horen bij deze maand onder meer de volgende weerspreuken:
Juniregen is Gods zegen. Komt zonneschijn daarbij, dan maakt hij boer en stadslui blij.[1]
Een boon in juni geplant, geeft vijftig in een hand.
De eerste juni kil en wak, brengt veel koren in de zak.
Juni met veel donder, brengt de oogst ten onder.
Waait in juni de noordenwind over het land, dan krijgt de boer veel koren in z'n hand.
Is de juni-avond mistig, dan het weer met gaven kwistig.
Juni vochtig en warm, dan maakt ze de boeren niet arm.
Is er in juni pas zonneschijn, dan wordt de zomer klein maar fijn.
Niet te koel, niet zwoel, niet te nat, en niet te droog, juni vult de schuren hoog.

## Naam
Juni is genoemd naar de Romeinse godin Juno, de vrouw van Jupiter. De Romeinse naam voor deze maand was Junius. De oude Nederlandse naam is zomermaand of weidemaand.
Om misverstand te vermijden spreekt men, vooral in de reisbranche, van “juno” (en “julij”).

## Sterrenbeeld
De sterrenbeelden van deze maand zijn Tweelingen en Kreeft.

## Afbeeldingen

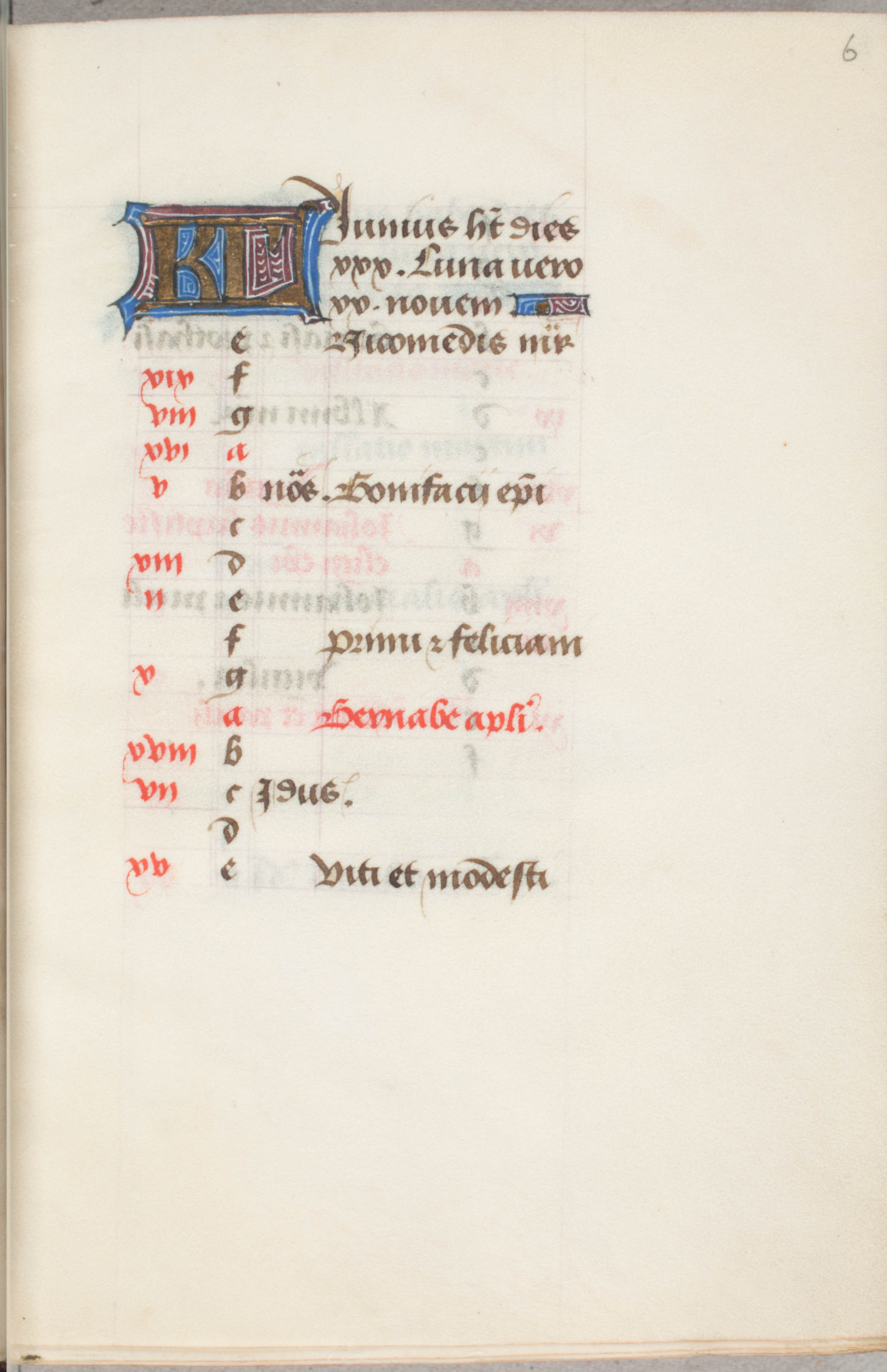
Juni in het Trivulzio-getijdenboek
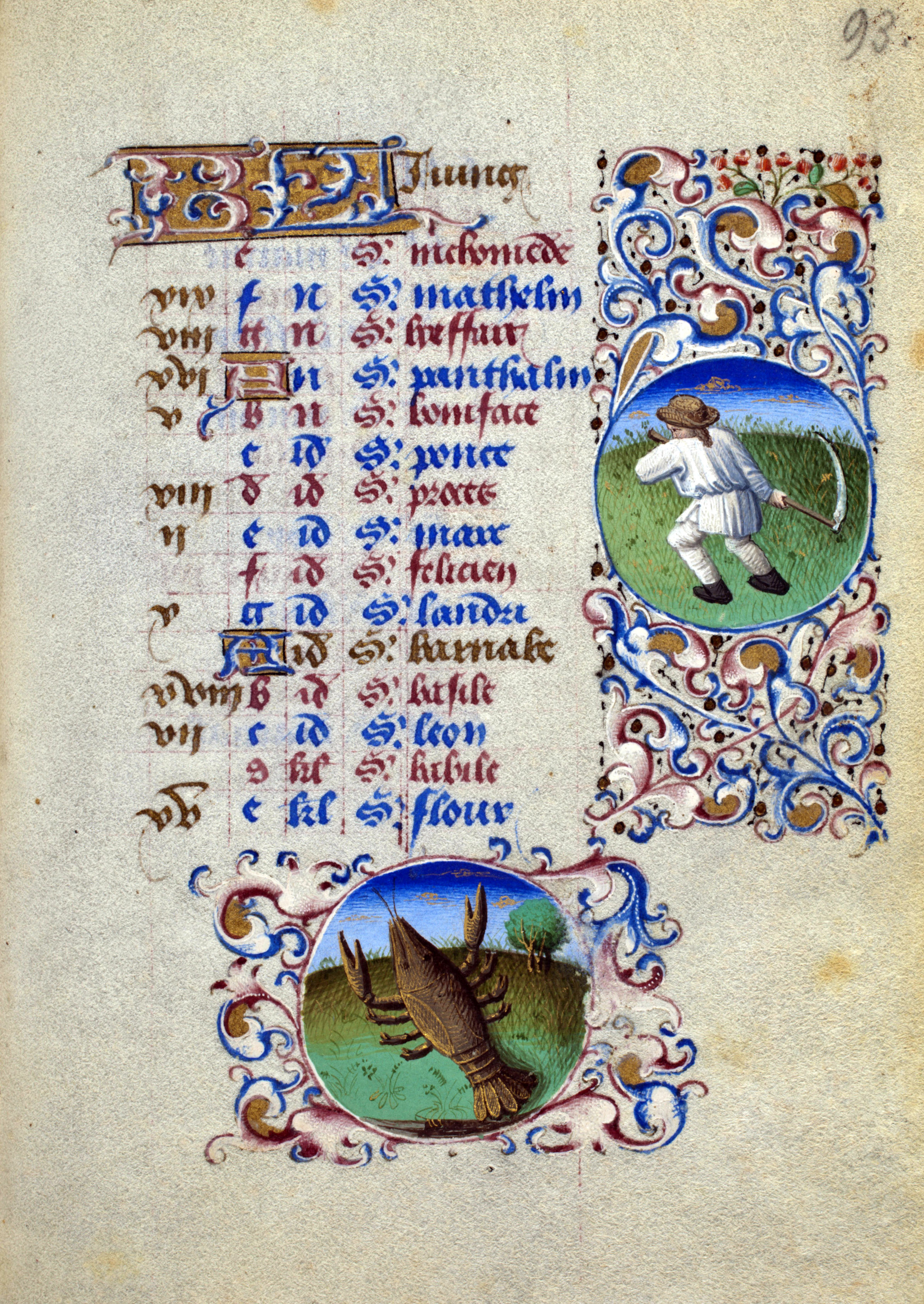
Juni in het getijdenboek van Simon de Varie
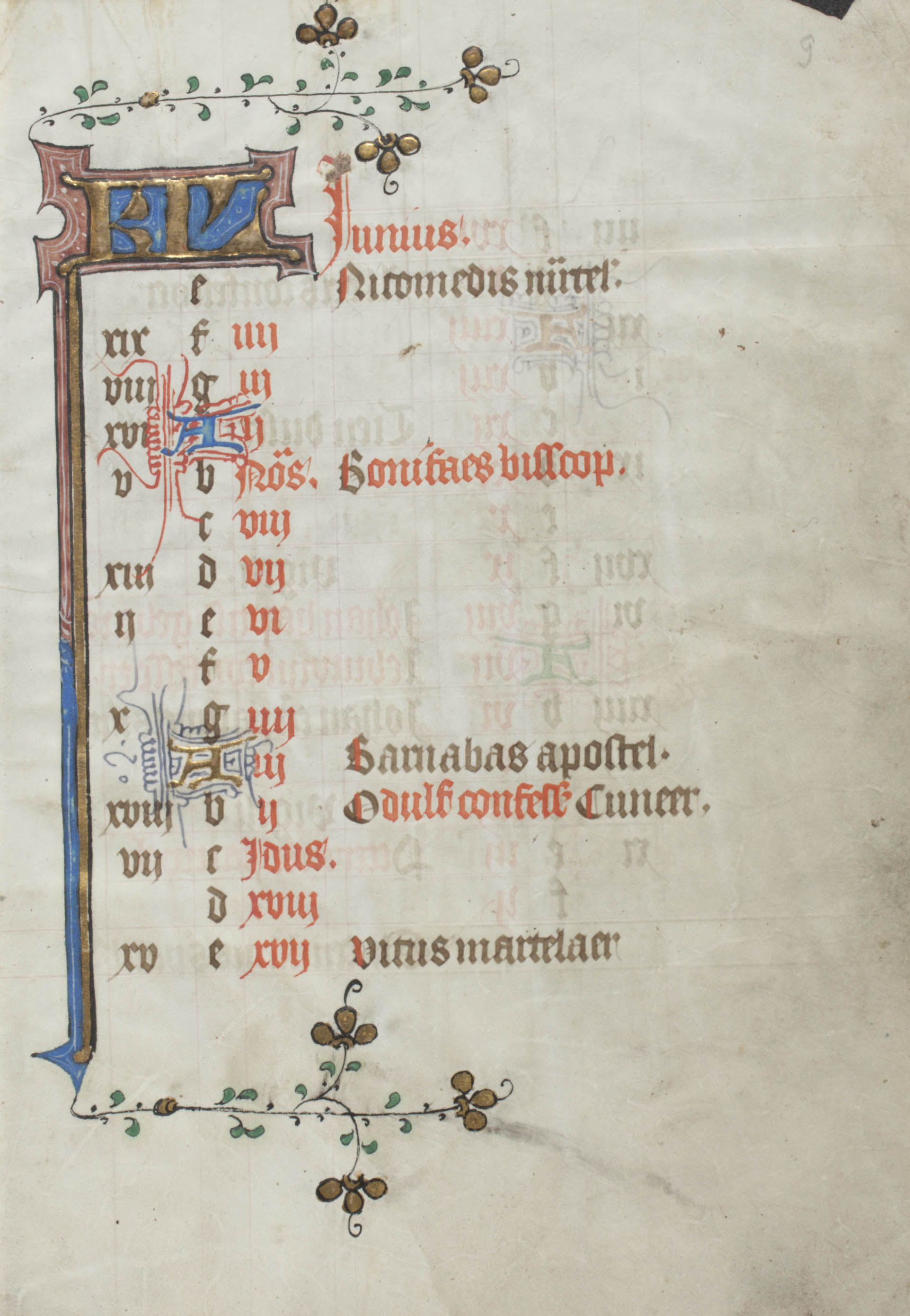
Juni in het getijdenboek van de Meesters van Zweder van Culemborg
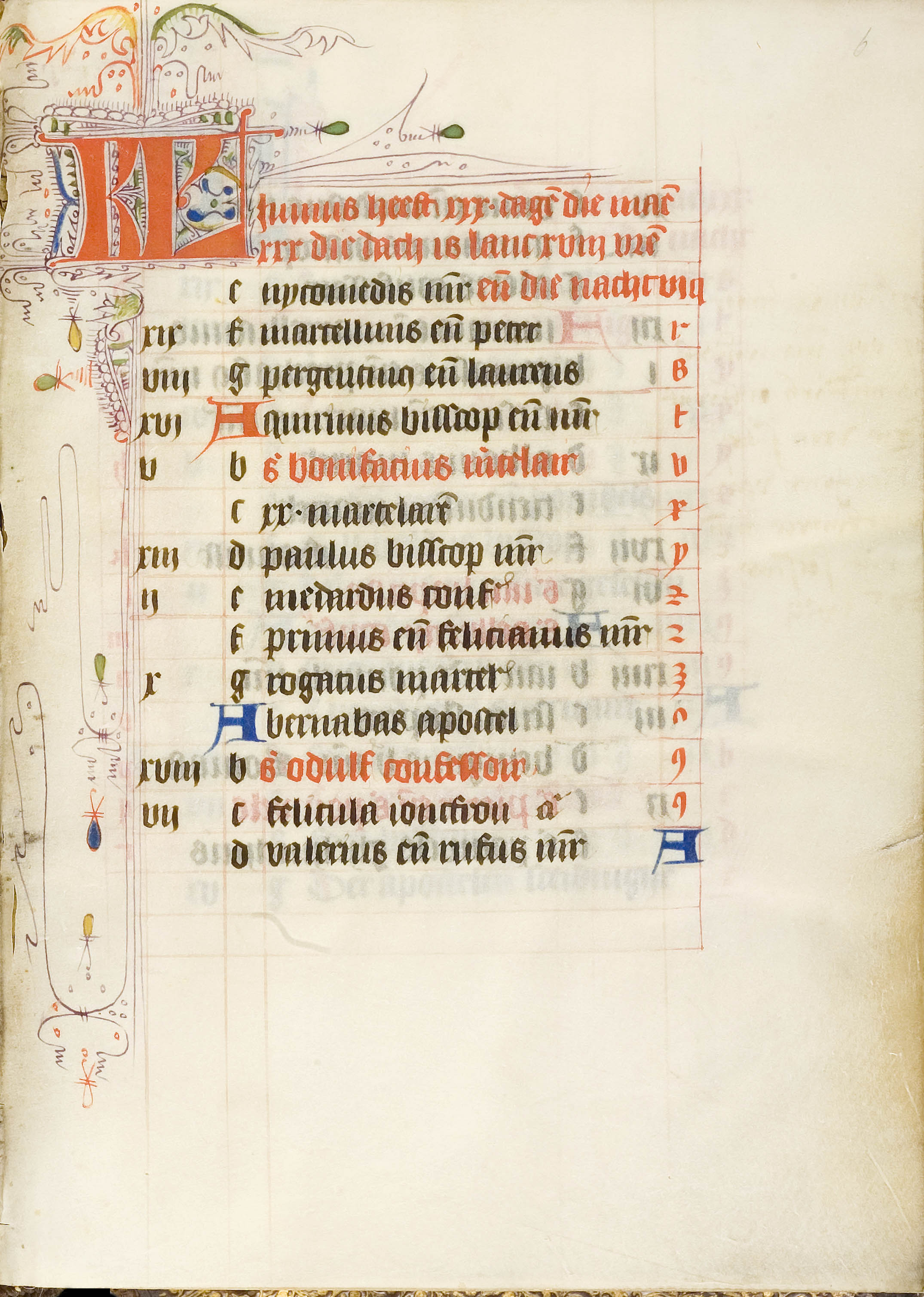
Juni in het Bout Psalter-getijdenboek
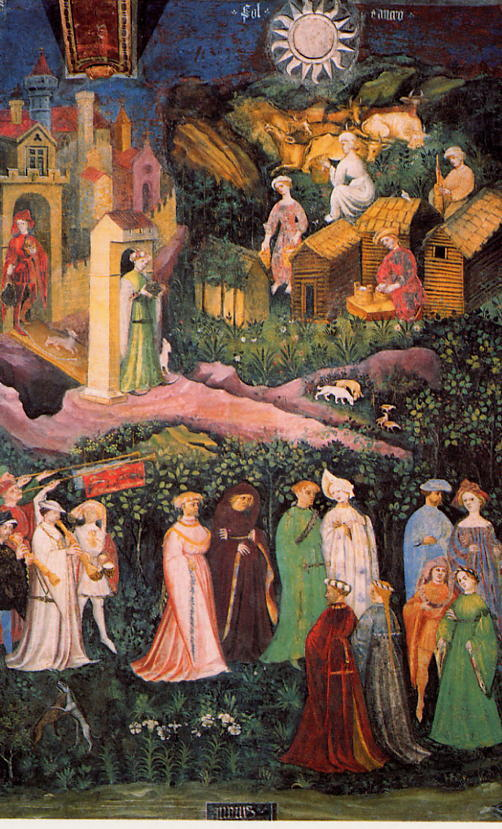
Juni, fresco in de Torre Aquila in Trente
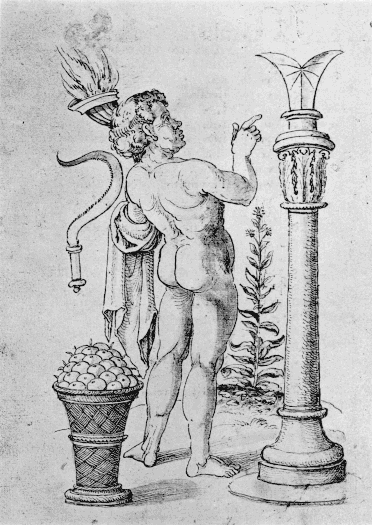
De maand juni, uit de Chronograaf van 354 van de Romeinse kalligraaf Filocalus

januari · februari · maart · april · mei · juni · juli · augustus · september · oktober · november · december